# Staehelina petiolata
Staehelina petiolata là một loài thực vật có hoa trong họ Cúc. Loài này được (L.) Hilliard & B.L.Burtt miêu tả khoa học đầu tiên năm 1973.